# Mutagenesi sito specifica
La mutagenesi sito specifica è una tecnica di biologia molecolare in cui una mutazione è creata in modo selettivo in un particolare sito di una molecola di DNA, solitamente un  plasmide.

## Tecnica
La tecnica differisce quindi dalla normale mutagenesi, in cui vengono indotte mutazioni che però si distribuiscono in modo casuale nella sequenze di DNA. In genere la mutagenesi sito specifica richiede la conoscenza della sequenza di tipo selvatico (wild type) del gene da mutagenizzare. La mutazione inserita potrà essere una sostituzione di base o una inserzione o delezione di nucleotidi rispetto alla sequenza originaria. La tecnica è talvolta chiamata anche mutagenesi sito diretta o mutagenesi oligonucleotide diretta.

## Invenzione
La mutagenesi sito specifica è stata sviluppata per la prima volta nel 1978 utilizzando oligonucleotidi per la sintesi in vitro di DNA mutante. La tecnica ha acquistato un ruolo di tale importanza nella biologia molecolare e nella biochimica che Michael Smith, il suo ideatore, divise il premio Nobel per la chimica nell'ottobre 1993 con Kary Mullis, l'inventore della PCR.

## Mutagenesi con PCR
La principale tecnica di mutagenesi sito diretta utilizza l'impianto sperimentale della PCR. Vengono infatti prodotti oligonucleotidi, che fungono da primers, contenenti la mutazione desiderata. I primers, come nella PCR, vengono fatti ibridare con il plasmide: l'oligonucleotide deve essere lungo abbastanza da permettere l'ibridazione anche se la complementarità non è assoluta. A partire dalle estremità del primers la specifica polimerasi terminerà poi di sintetizzare il filamento (circolare) complementare. Al termine del primo ciclo di PCR quindi si avranno plasmidi che avranno un filamento con la mutazione (quello contenente il primer con mutazione) e il filamento originario, con sequenza wild type. Dopo 25 cicli il rapporto tra filamenti con mutazione e filamenti senza è di 8 milioni a 1, quindi quasi l'intera soluzione è costituita da plasmidi amplificati mutati.
Nonostante il plasmide usato come stampo (privo di mutazione) è uno solo contro moltissimi mutati, esso viene di solito comunque eliminato per digestione enzimatica con l'enzima di restrizione DpnI, specifico per il DNA metilato. L'enzima degraderà solo il plasmide copia in quanto questo originariamente metilato, mentre preserverà quello mutato che si è prodotto in vitro (e quindi in assenza di DNA metilasi).